# Peter Dalby
Peter Dalby (...) è un danzatore su ghiaccio britannico. Insieme a Janet Sawbridge la medaglia di bronzo al Campionato europeo nel 1972.

## Risultati

### Con Janet Sawbridge
| Internazionali        | Internazionali | Internazionali | Internazionali | Internazionali | Internazionali |
| Evento                | 1971           | 1972           | 1973           | 1974           |                |
| --------------------- | -------------- | -------------- | -------------- | -------------- | -------------- |
| Campionati mondiali   |                | 4°             | 4°             | 5°             |                |
| Campionati europei    | 5°             | 3°             | 4°             | 4°             |                |
| Nazionali             |                |                |                |                |                |
| Campionati britannici |                | 1°             | 2°             |                |                |